# Grand Prix-wegrace van Tsjecho-Slowakije 1965
De Grand Prix-wegrace van Tsjecho-Slowakije 1965 was de negende race van het wereldkampioenschap wegrace-seizoen 1965. De race werd verreden op 25 juli op de Masaryk-Ring nabij Brno. Behalve de 50cc-klasse kwamen alle soloklassen aan de start. De wereldtitel in de 500cc-klasse was al beslist.

## Algemeen
Net als in de GP van de DDR lieten de 125cc-teams van Honda en Yamaha verstek gaan. Ernst Degner kon als DDR-vluchteling niet achter het IJzeren Gordijn starten.

## 500cc-klasse
In Tsjecho-Slowakije werden Mike Hailwood en Giacomo Agostini weer eerste en tweede, maar ditmaal werd Jack Ahearn met een Norton Manx derde. Paddy Driver (Matchless G50) werd vierde, waardoor zijn derde plaats in de WK-stand niet in gevaar kwam.
| Pos | Coureur           | Merk      | Tijd      | Pnt |
| --- | ----------------- | --------- | --------- | --- |
| 1   | Mike Hailwood     | MV Agusta | 1:11"23'2 | 8   |
| 2   | Giacomo Agostini  | MV Agusta | +1"05'1   | 6   |
| 3   | Jack Ahearn       | Norton    | +2"14'5   | 4   |
| 4   | Paddy Driver      | Matchless | +2"14'7   | 3   |
| 5   | Fred Stevens      | Matchless | +3"53'1   | 2   |
| 6   | František Šťastný | Jawa      | +3"58'9   | 1   |
| 7   | Dan Shorey        | Norton    |           |     |
| 8   | Rudi Thalhammer   | Norton    |           |     |
| 9   | Jack Findlay      | Matchless |           |     |
| 10  | Ian Burne         | Norton    |           |     |
| 11  | Roy Robinson      | Norton    |           |     |
| 12  | Derek Lee         | Matchless |           |     |
| 13  | Ernst Weiss       | Norton    |           |     |
| 14  | Jan Hennek        | Norton    |           |     |
| 15  | Maurice Hawthorne | Norton    |           |     |

| Coureur             | Merk      | Oorzaak |
| ------------------- | --------- | ------- |
| Eduard Lenz         | Norton    |         |
| Eric Hinton         | Norton    |         |
| Ron Robinson        | Norton    |         |
| Gustav Havel        | Jawa      |         |
| Hartmut Allner      | BMW       |         |
| Lewis Young         | Matchless |         |
| György Kurucz       | Norton    |         |
| Nikolaj Sevast'ânov | Vostok    |         |
| Endel Kiisa         | Vostok    |         |
| Abbey de Kock       | Norton    |         |

| Coureur            | Merk       | Oorzaak |
| ------------------ | ---------- | ------- |
| David Lloyd        | Norton     | [ 1 ]   |
| Kenneth King       | Norton     | [ 1 ]   |
| Mike Duff          | Matchless  | [ 2 ]   |
| Roger Beaumont     | Norton     | [ 1 ]   |
| Gyula Marsovszky   | Matchless  |         |
| František Šťastný  | Jawa       |         |
| Walter Scheimann   | Norton     | [ 3 ]   |
| Jouko Ryhänen      | Matchless  |         |
| Billie Nelson      | Norton     |         |
| Billy McCosh       | Matchless  |         |
| Chris Conn         | Norton     |         |
| Derek Minter       | Norton     |         |
| Dick Creith        | Norton     | [ 4 ]   |
| Joe Dunphy         | Norton     |         |
| John Cooper        | Norton     |         |
| Rob Fitton         | Norton     |         |
| Selwyn Griffiths   | Matchless  | [ 5 ]   |
| Giuseppe Mandolini | Moto Guzzi | [ 6 ]   |
| Buddy Parriott     | Norton     | [ 1 ]   |
| Ed LaBelle         | Norton     | [ 1 ]   |

### Top tien tussenstand 500cc-klasse
| Pos | Coureur          | Merk      | Pnt     |                |
| --- | ---------------- | --------- | ------- | -------------- |
| 1   | Mike Hailwood    | MV Agusta | 48 (56) | wereldkampioen |
| 2   | Giacomo Agostini | MV Agusta | 30      |                |
| 3   | Paddy Driver     | Matchless | 14      |                |
| 4   | Jack Ahearn      | Norton    | 9       |                |
| 5   | Buddy Parriott   | Norton    | 6       |                |
| 5   | Joe Dunphy       | Norton    | 6       |                |
| 5   | Fred Stevens     | Matchless | 6       |                |
| 8   | Roger Beaumont   | Norton    | 4       |                |
| 8   | Walter Scheimann | Norton    | 4       |                |
| 8   | Mike Duff        | Matchless | 4       |                |
| 8   | Derek Minter     | Norton    | 4       |                |
| 8   | Ian Burne        | Norton    | 4       |                |

Punten tussen haakjes zijn inclusief streepresultaten.

## 350cc-klasse
In Tsjecho-Slowakije vielen de beide MV Agusta's weer uit. Jim Redman won dus weer vóór Derek Woodman, maar dit keer werd Nikolaj Sevast'ânov met een viercilinder Vostok derde.
| Pos | Coureur             | Merk      | Tijd | Pnt |
| --- | ------------------- | --------- | ---- | --- |
| 1   | Jim Redman          | Honda     |      | 8   |
| 2   | Derek Woodman       | MZ        |      | 6   |
| 3   | Nikolaj Sevast'ânov | Vostok    |      | 4   |
| 4   | Gilberto Milani     | Aermacchi |      | 3   |
| 5   | Renzo Pasolini      | Aermacchi |      | 2   |
| 6   | Dan Shorey          | Norton    |      | 1   |

| Coureur          | Merk      | Oorzaak |
| ---------------- | --------- | ------- |
| Mike Hailwood    | MV Agusta |         |
| Giacomo Agostini | MV Agusta |         |

| Coureur           | Merk    |
| ----------------- | ------- |
| Eric Hinton       | Norton  |
| František Boček   | Jawa    |
| František Šťastný | Jawa    |
| Gustav Havel      | Jawa    |
| Bill Smith        | AJS     |
| Chris Conn        | Norton  |
| Griff Jenkins     | Norton  |
| John Cooper       | Norton  |
| Lewis Young       | AJS     |
| Phil Read         | Yamaha  |
| Silvio Grassetti  | Bianchi |
| Tarquinio Provini | Benelli |
| Isamu Kasuya      | Honda   |
| Isao Yamashita    | Honda   |
| Bruce Beale       | Honda   |
| Agne Carlsson     | AJS     |
| Endel Kiisa       | Vostok  |
| Paddy Driver      | AJS     |

### Top tien tussenstand 350cc-klasse
| Pos | Coureur             | Merk      | Pnt |
| --- | ------------------- | --------- | --- |
| 1   | Jim Redman          | Honda     | 32  |
| 2   | Giacomo Agostini    | MV Agusta | 16  |
| 3   | Mike Hailwood       | MV Agusta | 12  |
| 3   | Derek Woodman       | AJS / MZ  | 12  |
| 5   | Gustav Havel        | Jawa      | 8   |
| 5   | Renzo Pasolini      | Aermacchi | 8   |
| 7   | Phil Read           | Yamaha    | 6   |
| 7   | Gilberto Milani     | Aermacchi | 6   |
| 9   | Nikolaj Sevast'ânov | Vostok    | 4   |
| 10  | Bruce Beale         | Honda     | 3   |
| 10  | František Šťastný   | Jawa      | 3   |

## 250cc-klasse
In Tsjecho-Slowakije won Phil Read de 250cc-race en zijn teamgenoot Mike Duff werd tweede. Jim Redman moest zich tevreden stellen met de derde plaats. In de WK-stand stond Redman nu derde, maar hij was de enige die Read theoretisch nog van de wereldtitel kon afhouden. Met aftrek van streepresultaten kon hij nog op 56 punten komen, terwijl Duff niet meer dan 50 punten kon scoren.
| Pos | Coureur           | Merk      | Tijd      | Pnt |
| --- | ----------------- | --------- | --------- | --- |
| 1   | Phil Read         | Yamaha    | 49"05'0   | 8   |
| 2   | Mike Duff         | Yamaha    | + 3'3     | 6   |
| 3   | Jim Redman        | Honda     | + 37'6    | 4   |
| 4   | Derek Woodman     | MZ        | + 3'30'2  | 3   |
| 5   | Heinz Rosner      | MZ        | + 3'36'8  | 2   |
| 6   | František Šťastný | Jawa      | + 5'15'9  | 1   |
| 7   | Günter Beer       | Honda     | + 1 ronde |     |
| 8   | Giuseppe Visenzi  | Aermacchi | + 1 ronde |     |
| 9   | Alberto Pagani    | Aermacchi | + 1 ronde |     |

| Coureur          | Merk    | Oorzaak   |
| ---------------- | ------- | --------- |
| Ramón Torras (†) | Bultaco | Overleden |
| Mike Hailwood    | Honda   | [ 9 ]     |
| John Buckner     | Yamaha  | [ 1 ]     |

| Coureur             | Merk      |
| ------------------- | --------- |
| Barry Smith         | Bultaco   |
| Kevin Cass          | Cotton    |
| Frank Perris        | Suzuki    |
| José Maria Busquets | Montesa   |
| Alain Barbaroux     | Aermacchi |
| Jean-Claude Guénard | Bultaco   |
| Bill Ivy            | Yamaha    |
| Bob Coulter         | Bultaco   |
| David Williams      | Mondial   |
| Ralph Bryans        | Honda     |
| Rex Avery           | Bultaco   |
| Gilberto Milani     | Aermacchi |
| Remo Venturi        | Benelli   |
| Silvio Grassetti    | Morini    |
| Tarquinio Provini   | Benelli   |
| Gosuke Yamashita    | Honda     |
| Hiroshi Hasegawa    | Yamaha    |
| Isamu Kasuya        | Honda     |
| Yoshimi Katayama    | Suzuki    |
| Ginger Molloy       | Bultaco   |
| Bruce Beale         | Honda     |

### Top tien tussenstand 250cc-klasse
| Pos | Coureur           | Merk    | Pnt     |
| --- | ----------------- | ------- | ------- |
| 1   | Phil Read         | Yamaha  | 54 (60) |
| 2   | Mike Duff         | Yamaha  | 36      |
| 3   | Jim Redman        | Honda   | 34      |
| 4   | Bruce Beale       | Honda   | 11      |
| 4   | Derek Woodman     | MZ      | 11      |
| 6   | Ramón Torras (†)  | Bultaco | 10      |
| 7   | Frank Perris      | Suzuki  | 9       |
| 8   | Yoshimi Katayama  | Suzuki  | 6       |
| 8   | František Šťastný | Jawa    | 6       |
| 10  | Silvio Grassetti  | Morini  | 4       |
| 10  | Barry Smith       | Bultaco | 4       |

Punten tussen haakjes zijn inclusief streepresultaten.

## 125cc-klasse
Honda en Yamaha lieten ook de Grand Prix in Tsjecho-Slowakije schieten. Hugh Anderson reed de snelste ronde maar viel uit. Daardoor won Frank Perris opnieuw, vóór Derek Woodman en Heinz Rosner, beiden op MZ.
| Pos | Coureur          | Merk   | Tijd     | Pnt |
| --- | ---------------- | ------ | -------- | --- |
| 1   | Frank Perris     | Suzuki | 47"56'9  | 8   |
| 2   | Derek Woodman    | MZ     | + 1'47'7 | 6   |
| 3   | Heinz Rosner     | MZ     | + 2'23'5 | 4   |
| 4   | Jochen Leitert   | MZ     | + 2'54'7 | 3   |
| 5   | Roland Rentzsch  | MZ     | + 3'48'8 | 2   |
| 6   | František Boček  | CZ     | + 3'57'1 | 1   |
| 7   | Friedhelm Kohlar | MZ     | + 4'06'2 |     |
| 8   | Giuseppe Visenzi | Honda  | + 4'32'6 |     |

| Coureur       | Merk   | Oorzaak |
| ------------- | ------ | ------- |
| Hugh Anderson | Suzuki |         |

| Coureur             | Merk    | Oorzaak    |
| ------------------- | ------- | ---------- |
| Mike Duff           | Yamaha  | Teambeleid |
| Luigi Taveri        | Honda   | Teambeleid |
| Ernst Degner        | Suzuki  | Politiek   |
| Ramón Torras (†)    | Bultaco | Overleden  |
| Bill Ivy            | Yamaha  | Teambeleid |
| Phil Read           | Yamaha  | Teambeleid |
| Ralph Bryans        | Honda   | Teambeleid |
| Hironori Matsushima | Yamaha  | Teambeleid |
| Yasuharu Yuzawa     | Honda   | Teambeleid |
| Bo Gehring          | Bultaco | [ 1 ]      |
| Jeff Tate           | Honda   | [ 1 ]      |
| Rick Schell         | Honda   | [ 1 ]      |

| Coureur              | Merk        |
| -------------------- | ----------- |
| Arthur Fegbli        | Honda       |
| Dieter Krumpholz     | MZ          |
| Jürgen Lenk          | MZ          |
| Klaus Enderlein      | MZ          |
| Hans Georg Anscheidt | MZ-Kreidler |
| Walter Scheimann     | Honda       |
| Tommy Robb           | Bultaco     |
| Bruno Spaggiari      | Ducati      |
| Yoshimi Katayama     | Suzuki      |
| Ginger Molloy        | Bultaco     |
| Bruce Beale          | Honda       |

### Top tien tussenstand 125cc-klasse
| Pos | Coureur          | Merk   | Pnt |
| --- | ---------------- | ------ | --- |
| 1   | Hugh Anderson    | Suzuki | 38  |
| 2   | Frank Perris     | Suzuki | 36  |
| 3   | Derek Woodman    | MZ     | 22  |
| 4   | Ernst Degner     | Suzuki | 15  |
| 5   | Mike Duff        | Yamaha | 12  |
| 6   | Phil Read        | Yamaha | 8   |
| 6   | Luigi Taveri     | Honda  | 8   |
| 8   | Yoshimi Katayama | Suzuki | 6   |
| 8   | Dieter Krumpholz | MZ     | 6   |
| 8   | Jochen Leitert   | MZ     | 6   |

1928 · 1929 · 1950 · 1951 · 1952 · 1954 · 1955 · 1956 · 1957 · 1958 · 1959 · 1960 · 1961 · 1962 · 1963 · 1964 · 1965 · 1966 · 1967 · 1968 · 1969 · 1970 · 1971 · 1972 · 1973 · 1974 · 1975 · 1976 · 1977 · 1978 · 1979 · 1980 · 1981 · 1982 · 1983 · 1984 · 1985 · 1986 · 1987 · 1988 · 1989 · 1990 · 1991